# Hotel Ling Bao
Hotel Ling Bao (vroeger: Hotel PhantAsia) is een hotel bij het Duitse attractiepark Phantasialand, dat is geopend in 2003. Het hotel is volledig gethematiseerd naar China en gebaseerd op de feng shui-leer, en sluit aan op Phantasialand's themagebied China Town. Het hotel heeft een eigen ingang tot het park.
Zoals bij China Town werden voor de bouw van het hotel meer dan 140 Chinese ambachtslui betrokken. Het ontwerp van het hotel is in grote lijnen bepaald door ontwerper Eric Daman en is verder met de kennis van de ambachtslui tot een eindontwerp gebracht.
Het hotel bewerkstelligde een toename van het aantal overnachtingen en het aantal buitenlandse gasten in Brühl.
Tot 2007 ging het hotel door onder de naam Hotel PhantAsia. Toen kreeg het hotel de naam Ling Bao dat in het Chinees heilig juweel betekent.